# Type-IIM
Type-IIM는 중국이 개발한 전차포탄으로 99식 전차에서 운용되는 125mm 구경의 APFSDS(날탄)이다.

## 제원
- 이름 : Type-IIM
- 관통력 (2km 사거리) : KE 600mm

## 같이 보기
- M829
- JM-33
- DM-53